# 神奈川県道26号横須賀三崎線

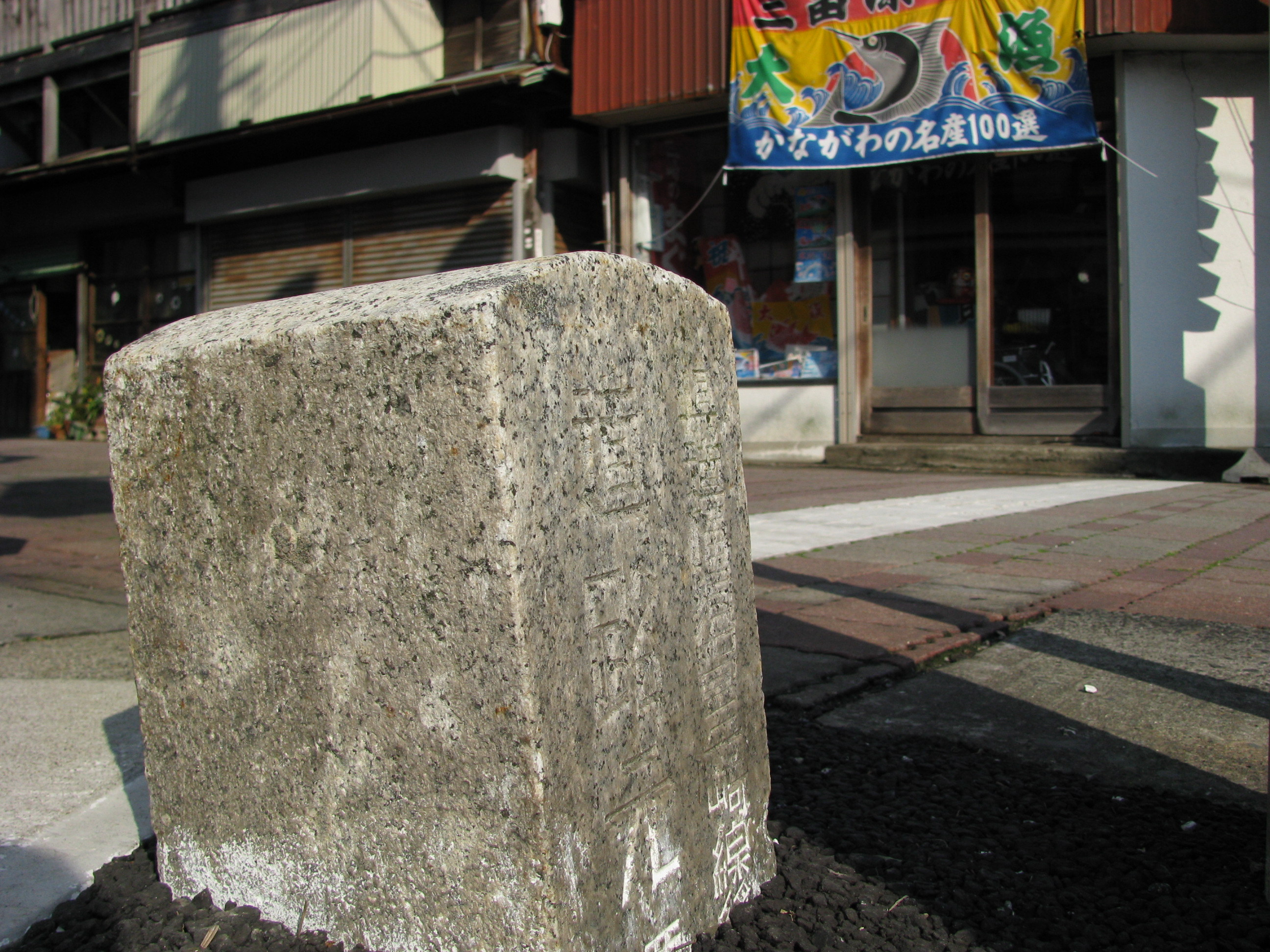
旧三崎町道路元標（2010年5月2日）
三浦市三崎の日の出交差点付近。

神奈川県道26号横須賀三崎線（かながわけんどう26ごう よこすかみさきせん）は、神奈川県横須賀市から神奈川県三浦市を継ぐ県道である。もともと、横須賀・三浦地区を中心に、「三崎街道・三崎線」などと呼ばれていたが、横須賀市は道路の愛称として「三崎街道」を公式に使用している。三浦縦貫道路は本路線のバイパスとして整備されている。

## 概要
横須賀市街で国道16号から別れ南西方向に向かい、三浦半島東部から中央部の丘陵地を越えて半島西部（相模湾側）に抜け、国道134号との重複区間にて南下し、三浦市の中心部である三崎の市街へと至る。全線に亘り2車線の道路である。

### 路線データ
- 起点：神奈川県横須賀市本町（本町一丁目交差点）
- 終点：神奈川県三浦市三崎（日の出交差点）
- Google マップ

## 歴史

### 一般道路部分
- 1936年9月25日「内務省告示第五百十六號」（指定府縣道竝指定地方費道）により、神奈川県道18号横須賀三崎線に指定される。
- 1993年5月11日「建設省告示第千二百七十号」（道路法第五十六条の規定に基づく主要な都道府県道及び市道）により、現在の主要地方道神奈川県道26号横須賀三崎線として指定されている。

### 有料道路部分
詳細は三浦縦貫道路を参照。

## 路線状況
横須賀市内では市西部と中心部を結ぶ、また三浦市内では三浦市の中心部と横須賀市を結ぶ重要な幹線道路であり、車線数と比して通行量は多い。また鉄道路線の無い地域を走るため路線バスも多数運行されている。
並行する道路が少ないため混雑することが多く、特に朝夕や行楽シーズンには渋滞が常態化している。戦時下には沿線に軍事施設を抱えるため並行する鉄道路線が計画され一部は実際に着工されたが終戦により立ち消えとなった。

### バイパス
- 三浦縦貫道路（横須賀市・三浦縦貫道衣笠入口交差点 - 横須賀市・三浦縦貫道林入口交差点）

### 愛称
- 三崎街道（横須賀市本町・本町一丁目交差点 - 三浦市境）

### 重複区間
- 国道134号（神奈川県横須賀市・林交差点 - 三浦市・引橋交差点）

### 道路施設
- 衣笠隧道・新衣笠隧道
- 金子隧道・新金子隧道
- 引橋

## 地理

### 通過する自治体
- 神奈川県
  - 横須賀市 - 三浦市

### 交差する道路
- 国道16号（横須賀市・本町一丁目交差点）
- 神奈川県道27号横須賀葉山線（横須賀市・衣笠十字路）
- 横浜横須賀道路（横須賀市・衣笠IC）
- 神奈川県道214号武上宮田線（横須賀市・一騎塚）
- 国道134号（神奈川県横須賀市・林交差点 -（重複）- 三浦市・引橋交差点）
- 神奈川県道216号油壺線（三浦市・油つぼ入口交差点）
- 神奈川県道215号上宮田金田三崎港線（三浦市・日の出交差点）

### 周辺
- 京急：横須賀中央駅、三崎口駅
- JR横須賀線：衣笠駅
- 陸上自衛隊武山駐屯地/陸上自衛隊少年工科学校
- 神奈川県立横須賀高等学校
- 神奈川県立三浦臨海高等学校
- 衣笠城址
- 三崎漁港